# 홀리오크 (드라마)
《홀리오크》(영어: Hollyoaks)는 1995년 10월 23일부터 채널 4를 통해 방영중인 영국의 연속극이다. 필 레드몬드가 기획했으며, 체스터 교외에 있는 가상의 지역 "홀리오크"를 배경으로 한다. 실제 촬영은 리버풀의 칠드월 지역에서 이루어지고 있다. 16세~35세의 다양한 캐릭터들의 이야기를 다루고 있다. 1995년 7명의 메인 캐릭터로를 가지고 시작해, 현재까지 약 65명의 메인 캐릭터를 배출했다. 2014 영국 연속극상 시상식에서 작품상격인 "Best British Soap"(최고의 영국 연속극)상을 수상했다.

## 최장 출연
| 순위 | 배우               | 배역               | 연도                                    | 기간  |
| ---- | ------------------ | ------------------ | --------------------------------------- | ----- |
| 1    | 닉 피카드          | 토니 허친슨        | 1995–                                   | 30 년 |
| 2    | 지미 맥케나        | 잭 오스번          | 1996–                                   | 29 년 |
| 3    | 애슐리 테일러 도슨 | 대런 오스번        | 1999–2000, 2003–                        | 23 년 |
| 4    | 스테파니 워링      | 신디 새비지        | 1996–2001, 2002, 2004, 2008–            | 22 년 |
| 6    | 앨리스 홀린스      | 톰 컨닝햄          | 2003–                                   | 22 년 |
| 5    | 헬렌 피어슨        | 프랭키 오스번      | 2002–2017                               | 15년  |
| 7    | 제시카 폭스        | 낸시 오스번        | 2005-                                   | 20 년 |
| 8    | 세라 제인 던       | 맨디 리처드슨      | 1996–2006, 2007, 2008, 2010–2011, 2017– | 19 년 |
| 9    | 니콜 바버레인      | 마이라 맥퀸        | 2006–                                   | 19 년 |
| 10   | 제니퍼 멧칼피      | 메르세데스 맥퀸    | 2006–                                   | 19 년 |
| 11   | 매트 리틀러        | 맥스 컨닝햄        | 1996–2008                               | 12년  |
| 12   | 키에론 리처드슨    | 스테 헤이          | 2006, 2007–                             | 18 년 |
| 13   | 대런 제프리스      | 샘 O.B. 오브라이언 | 1997–2008, 2016–2017                    | 11년  |
| 14   | 칼리 스탠슨        | 스테프 로치        | 2000–2010, 2011                         | 10년  |